# Альтернативные орфографии западноломбардского языка
Для западноломбардского языка было составлено несколько систем правописания, общепризнанной является классическая миланская орфография. Это статья об альтернативных системах.

## Комская
Альтернативная орфография города и пригородов Комо, используемая академией Famiglia Comasca.
- Звук /y/ передаётся буквой ü, а не u.
- Звук /u/ передаётся буквой u, а не o.
- Звук /œ/ передаётся буквой ö, а не oeu.
- Долгие гласные на письме всегда удваиваются.
- Различается использование акцентов (кроме циркумфлекса)
- Часто используется диграф zz.
- Артикль i перед гласными пишется как j.

## Леккийская
Альтернативная орфография в Лекко и пригородах (основная разница в произношении и грамматике):
- Звук /y/ передаётся буквой ü, а не u.
- Звук /u/ передаётся буквой u, а не o.
- Звук /œ/ передаётся буквой ö, а не oeu.
- Долгие гласные обозначаются циркумфлексом
- Другие акценты всегда употребляются в тоновых слогах.
- Конечный звонкий согласный записывается как глухой (как он фактически и произносится) за исключением двусмысленностей.